# Eutelia snelleni
Eutelia snelleni är en fjärilsart som beskrevs av Saalmüller 1881. Eutelia snelleni ingår i släktet Eutelia och familjen nattflyn. Inga underarter finns listade i Catalogue of Life.